# Tipula (Nippotipula) flavostigmalis
Tipula (Nippotipula) flavostigmalis is een tweevleugelige uit de familie langpootmuggen (Tipulidae). De soort komt voor in het Oriëntaals gebied.